# Jean-Marie Villard
Pour les articles homonymes, voir Villard.
Jean-Marie Villard né à Ploaré le 3 janvier 1828 et mort dans la même ville le 16 août 1899 est un instituteur, photographe et peintre français.

## Biographie

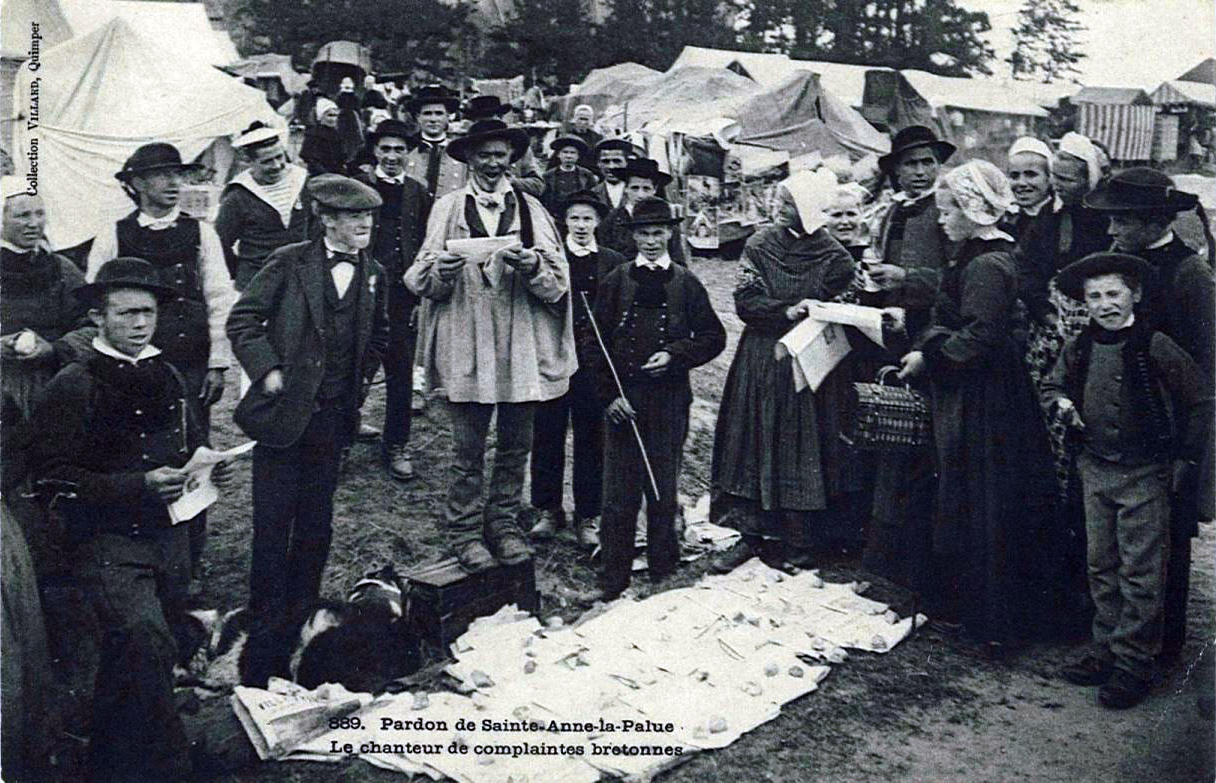
Pardon de Sainte-Anne-la-Palud. Le chanteur de complaintes bretonnes (1902), carte postale.

Jean-Marie Villard est le quatrième enfant d'une famille de huit, lorsqu'a lieu sa naissance le 3 janvier 1828 à Ploaré, une ancienne commune du Finistère près de Douarnenez,. Son père Lubin Villard, menuisier dans le bourg, ambitionne de faire de son fils un intellectuel, mais jeune enfant Jean-Marie joue à tailler du bois et à dessiner avec du charbon de bois dans l'atelier. Néanmoins, il entre à l'école primaire de Douarnenez, puis au collège à Quimper, puis intègre l'École normale d'instituteurs de Rennes. Après avoir obtenu le brevet de capacité à enseigner, il intègre son premier poste à l'école de Pouldergat en 1847. Il poursuit ensuite son métier d'instituteur à Quimperlé et Quimper. Dans cette ville, toujours passionné par le dessin, il fréquente le professeur de dessin du collège, Auguste Goy, qui l'encourage à poursuivre dans cette voie. Après deux années à Quimper, il est nommé à l'école primaire supérieure des garçons de Brest. Il continue à peindre et améliore son salaire en effectuant des travaux photographiques pour les artisans photographes de la ville.
Sa rencontre avec Pierre Moulin du Coudray de La Blanchère a été déterminante pour la suite de sa carrière. Il rompt son contrat le liant à l'enseignement et, après un passage par Nantes et une déclaration d'inaptitude au service militaire, il suit celui qui est devenu son patron dans sa nouvelle installation à Paris en 1854 ou 1855. La vie dans la capitale est difficile pour un jeune artiste manquant de moyens, mais il persévère dans la peinture tout en exécutant des toiles de commande pour subvenir à ses besoins. Il expose au Salon à partir de 1864 et des collectionneurs achètent ses œuvres. Ses toiles sont principalement des paysages aux sujets inspirés par sa région natale de Douarnenez. Durant les quinze années, environ, de son séjour parisien, il retourne régulièrement à Ploaré.
Il se marie le 26 février 1870 avec Alexandrine Gabrielle Flatrès, sœur de la femme de son frère Joseph. Le couple va avoir cinq enfants, dont René Villard, poète et professeur d'anglais ami fidèle de Max Jacob, également élève de son père, Abel Villard peintre, et Valentine Villard, autrice de la notice sur son père parue dans le no 8 des Mémoires de la ville de Douarnenez. Cette charge de famille va l'éloigner de Paris. Il est encore persuadé que cela sera provisoire lorsqu'il accepte un poste de professeur de dessin au collège de Quimper en 1877, puis des postes similaires dans d'autres écoles de la ville.
Jean-Marie Villard est le créateur de l'atelier photographique de Quimper qu'il cède à son frère Joseph pour pouvoir continuer à peindre. Cet atelier est devenu la « maison Villard », éditeur de cartes postales dont la réputation a largement dépassé les frontières de la Bretagne et de la France.
Il meurt à Ploaré le 16 août 1899 et est inhumé dans la sépulture familiale au cimetière Saint-Marc de Quimper.

## Œuvre

### Peinture
- Quimper, musée des Beaux-Arts :
  - Intérieur breton, 1870[5] ;

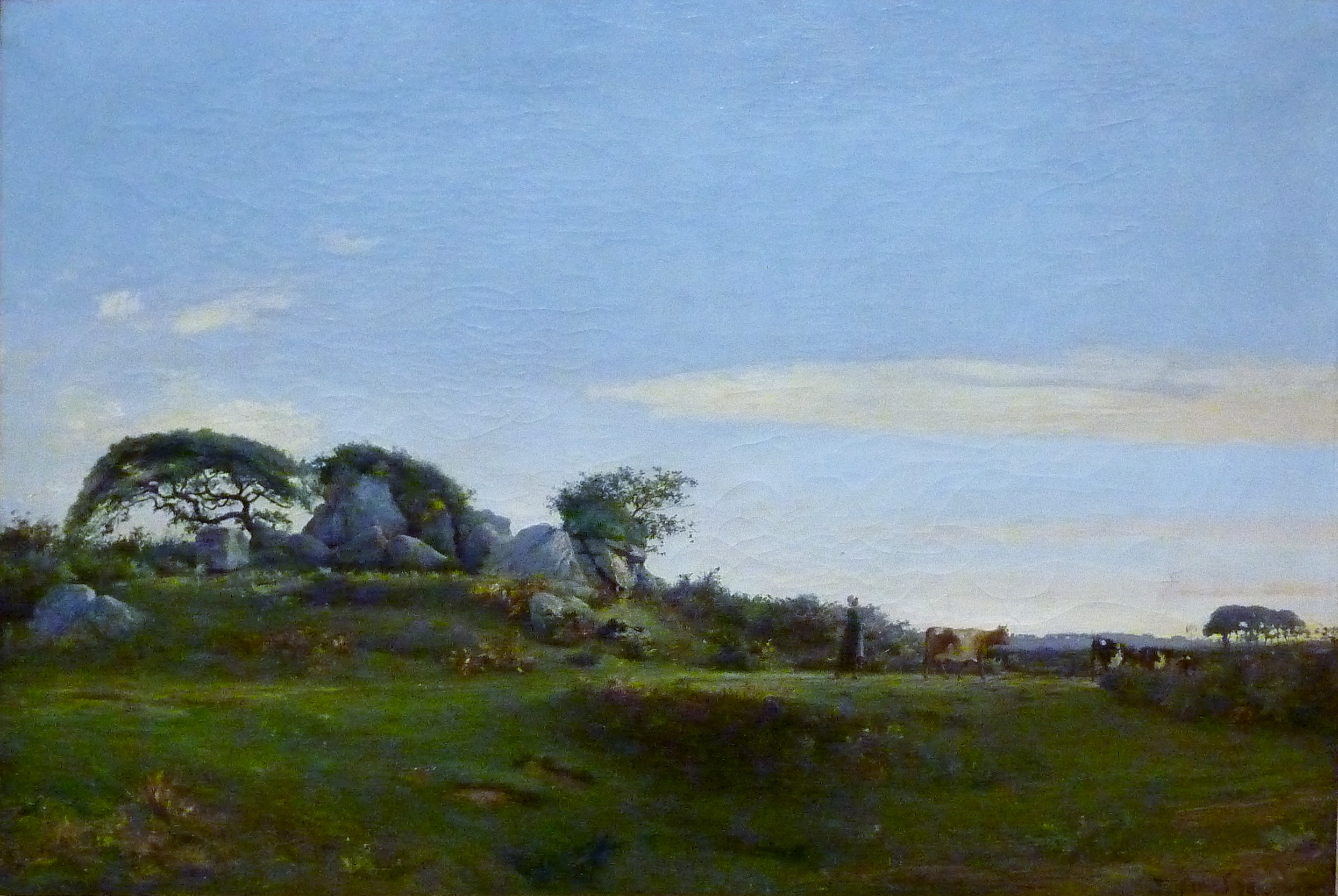
Les Rochers de Kerléguer (1878), musée des Beaux-Arts de Quimper.

  - La Halte, 1877. Ce tableau représente deux cavaliers faisant halte devant l'alignement de maisons où se trouvait une auberge et la chapelle — de nos jours disparues — du Petit-Guélen en Ergué-Armel[6] ;
  - Les Rochers de Kerleguer, [près de Douarnenez], 1878.

Localisation inconnue
- Le Cheminot, 1885, 70 × 95 cm[7].
- Femme sur le chemin des Plomarc'h, 1890, 47 × 31 cm[7].

## Expositions
- Salon des artistes français de 1864.
- Jean Marie Villard 1838-1899, hôtel de ville de Douarnenez, 1993[4].

## Réception critique
- « C'était un grand artiste, on en avait fait un pauvre professeur. » — Max Jacob[8]